# 北旱河
北旱河是北京地区的一条河流，为清河的支流。
发源于香山樱桃沟和玉泉山一带，流向西南，经四王府、娘娘府、卧佛寺，在安河桥下注入清河。全长7.2公里，流域面积16.4公里。
沿河名胜古迹有香山公园、曹雪芹故居。